# Josef Hügi
Josef Hügi, né le 23 janvier 1930 à Riehen et mort le 13 avril 1995 à Bâle, est un joueur de football suisse.

## Biographie
Surnommé « Seppe » ou « Sepp », voire « Hügi II » pour le différencier de son frère Hans, ou encore « Goldfiessli », Josef Hügi naît le 23 janvier 1930 à Riehen,. Fidèle au FC Bâle durant 14 saisons, il remporte un titre de champion en 1953, ainsi que trois titres de roi des buteurs du championnat entre 1952 et 1954. Après 320 matchs de championnat et 244 buts pour le club bâlois, il rejoint le FC Zurich, puis le FC Porrentruy et enfin le FC Laufon.
Il est le deuxième meilleur buteur de l’histoire de la ligue nationale derrière le Genevois Jacky Fatton.
Sélectionné à 34 reprises en équipe nationale, il participe notamment à la Coupe du monde de 1954 à domicile, finissant deuxième au classement des buteurs derrière le Hongrois Sándor Kocsis. Le 12 octobre 1960, devant 45 000 spectateurs lors d’un match contre la France au stade Saint-Jacques de Bâle, il marque consécutivement cinq des 23 buts qu’il a inscrits en équipe de Suisse.
Il meurt le 13 avril 1995 à l’hôpital cantonal de Bâle, des suites d’une hémorragie cérébrale.

## Palmarès
- 1952 : meilleur buteur du Championnat de Suisse, avec 24 buts.
- 1953 : champion suisse avec le FC Bâle
- 1953 : meilleur buteur du Championnat de Suisse, avec 32 buts.
- 1954 : meilleur buteur du Championnat de Suisse, avec 29 buts.

## Clubs successifs
- 1948-1962 : FC Bâle
- 1962-1963 : FC Zurich
- 1963-1964 : FC Porrentruy